# Berliner Außenring
Berliner Außenring (niem. dosł. Berliński Pierścień Zewnętrzny, w skrócie BAR) – kolej obwodowa o długości 125 km otaczająca zamkniętym pierścieniem Berlin. Określenie zewnętrzny służy rozróżnieniu z wewnętrzną obwodnicą kolejową Berlina, Ringbahn (zwaną też Berliner Innenring).
Trasa została zbudowana w latach 1954–1961, aby umożliwić wjazd pociągów z zachodu i południa NRD do Berlina Wschodniego bez potrzeby tranzytu przez terytorium Berlina Zachodniego oraz umożliwić komunikację z zachodnimi przedmieściami Berlina, m.in. Poczdamem, Oranienburgiem i Hennigsdorfem. Stąd też trasa omijając zachodni Berlin, przebiega na swym wschodnim odcinku przez terytorium miasta. Dodatkowo trasa obsługuje także lotnisko Schönefeld.
Obecnie trasę wykorzystują głównie pociągi towarowe.
W kategorii dróg wodnych podobną rolę odegrał Kanał Haweli.